# سگ تبتی
سگ تبتی (چینی: 藏獒多吉؛ ژاپنی: チベット犬物語 ～金色のドージェ～) یک فیلم پویانمایی چینی/ژاپنی محصول ۲۰۱۱ به کارگردانی ماسایوکی کوجیما و محصول مشترک مدهاوس، گروه فیلم چین و سیون پیکچرز است. این فیلم که بر اساس رمان ماستیف‌های فلات نوشتهٔ یانگ ژیجون ساخته شده، برای اولین بار در پنجاه و یکمین جشنواره فیلم انسی در ژوئن ۲۰۱۱ به نمایش درآمد. قبل از اینکه شیگرو فوجیتا شخصیت‌های داستان را طراحی کند، نائوکی اوراساوا، مانگاکای اثر، طراحی‌های اولیه شخصیت‌ها ارائه کرده بود. ماجرا دربارهٔ پسر جوانی به نام تنزینگ است که پس از مرگ مادرش، به تبت می‌رود تا با پدرش در دشت‌ها زندگی کند. او در آنجا یک دوست پیدا می‌کند؛ یک دوست واقعی: یک ماستیف تبتی طلایی.